# Залалйово
Залалйово (угор. Zalalövő) — місто в західній Угорщині, на північному заході медьє Зала. Населення Залалйово за даними на 2001 рік — 3258 чол.

## Міста-побратими
- Оберайг
- Кібед
- Савіньяно-суль-Панаро

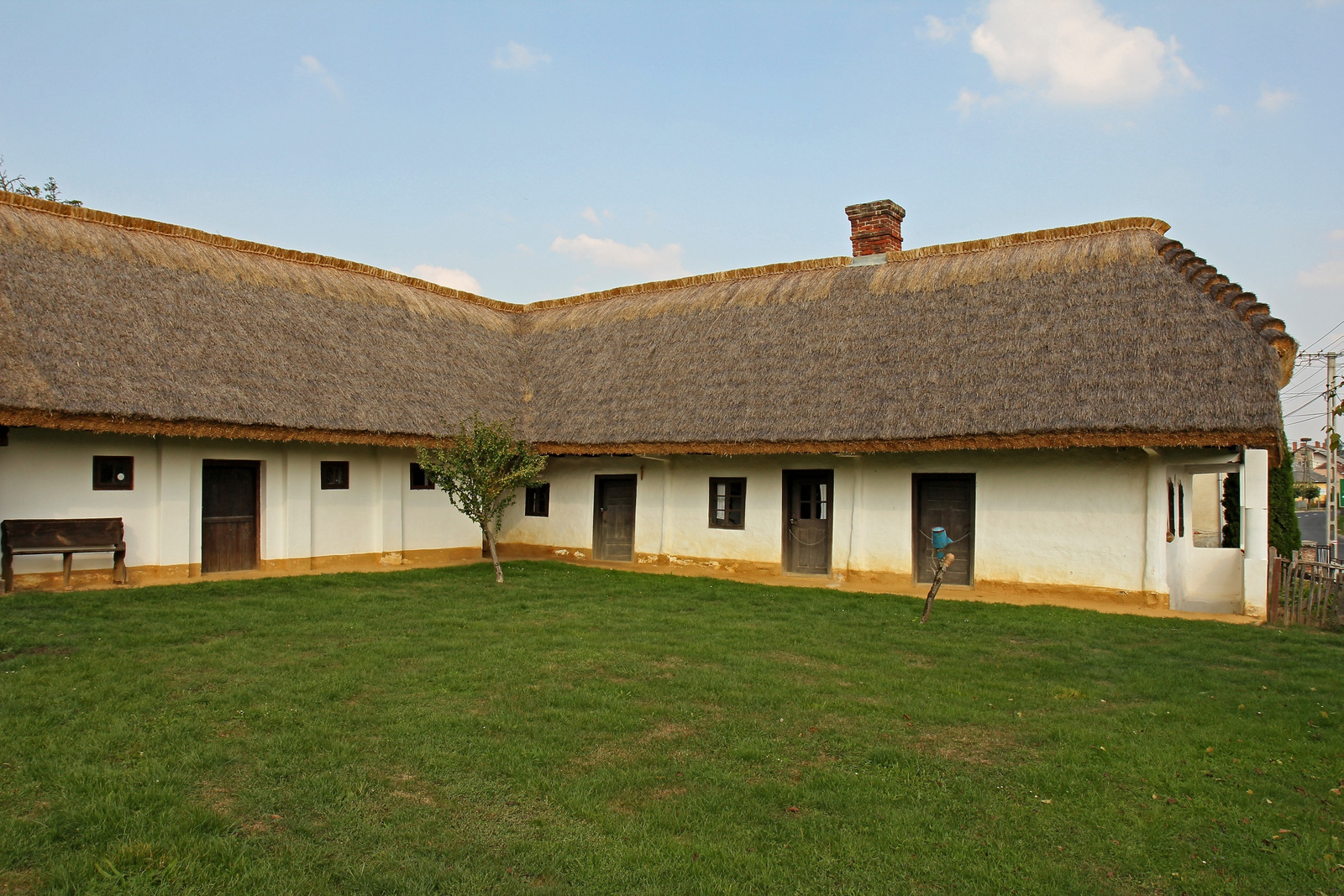
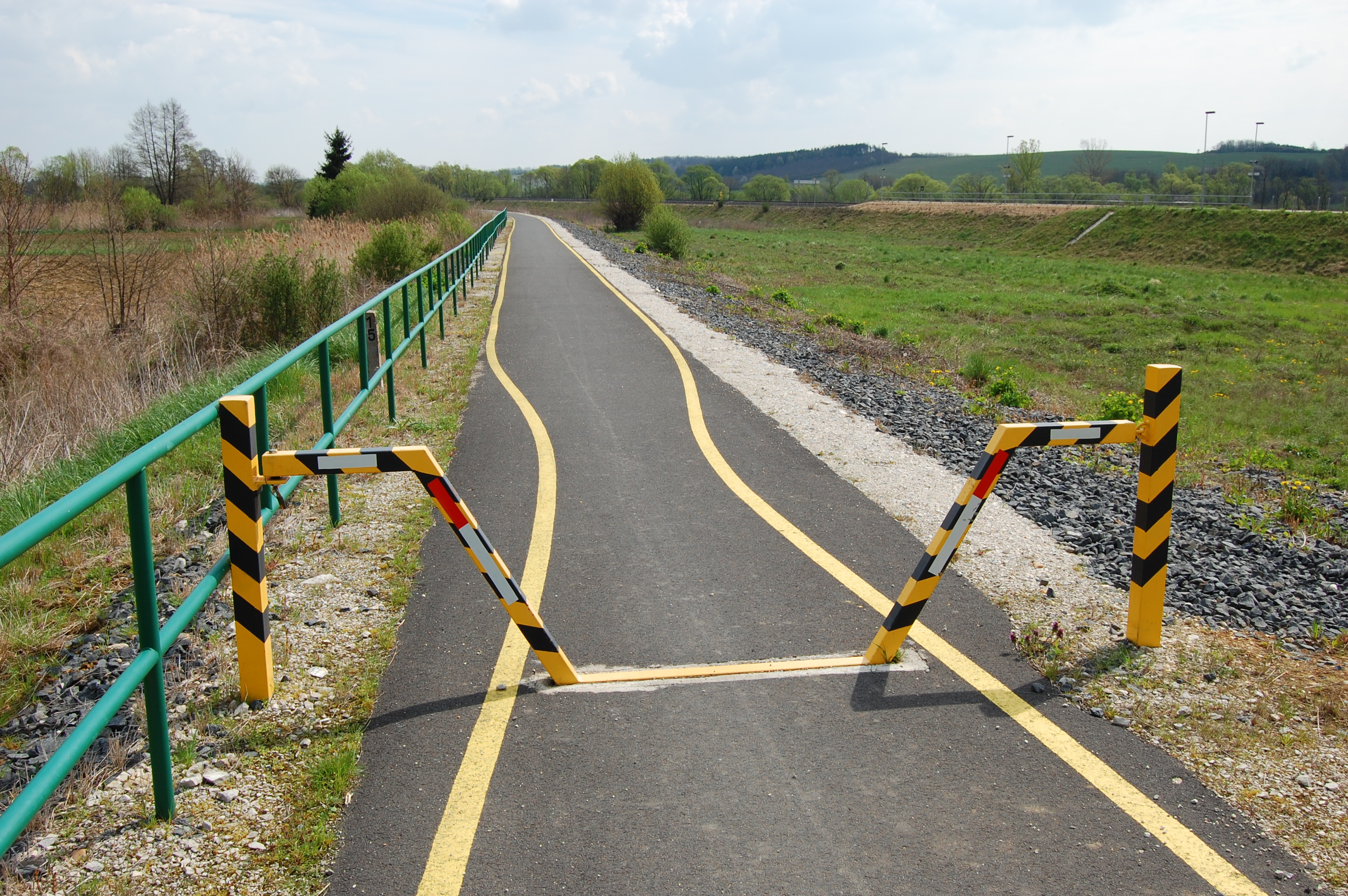
Відправна точка велосипедної оріжки «Долина Зала»